# Császár Ákos
Császár Ákos (Budapest, 1924. február 26. – Budapest, 2017. december 14.) Kossuth-díjas magyar matematikus, egyetemi tanár, a Magyar Tudományos Akadémia rendes tagja. Kutatási területe a valós függvénytan és az általános topológia. Nevéhez fűződik a Császár-féle test megalkotása. A „big five”-nak nevezett öt magyar matematikus egyike. 1980 és 1990 között a Bolyai János Matematikai Társulat elnöke. Nagybátyja Császár Elemér (1874–1940) irodalomtörténész, akadémikus. Felesége Cseley Klára matematikus.

## Életpályája
1942-ben érettségizett, majd beiratkozott a Pázmány Péter Tudományegyetem matematika–fizika szakára, ahol 1947-ben szerzett középiskolai tanári diplomát. 1948-ban védte meg egyetemi doktori disszertációját. Diplomájának megszerzése után a Budapesti Műszaki Egyetemen (BME) kapott tanársegédi, majd beosztott tanári állást. 1950–1951-ben volt egyeteme, amely addigra felvette az Eötvös Loránd Tudományegyetem (ELTE) nevet, analízis I. tanszékén volt adjunktus. 1951–1952-ben a BME, majd 1952-től ismét az ELTE docenseként oktatott. Ekkor vette át az analízis tanszék vezetését is. 1957-ben nevezték ki egyetemi tanárnak. A tanszéket hároméves megszakítással (1983–1986) harmincöt éven keresztül, 1992-ig vezette. 1994-ben nyugdíjba vonult, majd 1996-ban professor emeritusi címet kapott. 1955-től az MTA Matematikai Kutatóintézet munkatársa, majd 1970-től főmunkatársa volt. 1972 és 1991 között a topológiai osztály vezetője volt.
1952-ben védte meg a matematikai tudományok kandidátusi, 1954-ben akadémiai doktori értekezését.Tagja lett az MTA Matematikai Bizottságánának. 1970-ben a Magyar Tudományos Akadémia levelező, 1979-ben pedig rendes tagjává választották meg. 1973 és 1976 között az MTA Matematikai és Fizikai Osztályának elnöke volt. Ezt a pozíciót 1990 és 1993 között, majd a Fizikai Osztály kiválása után 1999-ig töltötte be. Ilyen minőségében az MTA elnökségében is részt vett. 1980 és 1985 között a Köznevelési Elnöki Bizottságot vezette. 1997-ben a Közép-európai Tudományos és Művészeti Akadémia, később a Szent István Akadémia is felvette tagjai sorába.
Jelentős a tudományos közéletben betöltött szerepe is: 1966-ban a Bolyai János Matematikai Társulat főtitkárává választották, ezt a tisztségét tizennégy évig töltötte be, ekkor vette át a tudományos társaság elnöki tisztségét. 1990-ben a társulat tiszteletbeli elnökévé választották. Emellett 1971 és 1992 között a Nemzetközi Banach Központ tudományos tanácsának tagja, közben 1974 és 1977 között elnöke volt. 1975-ben a Tudományos Ismeretterjesztő Társulat által alapított József Attila Szabadegyetem tanácsának elnöke volt. 1958-tól az Annales Universitatis Scientiarum Budapestinensis Sectio Mathematica, valamint 1976 és 1990 között a Matematikai Lapok, később a Magyar Tudomány című tudományos szakfolyóiratok szerkesztőbizottságának tagja, valamint az Acta Mathematica Hungarica szerkesztőbizottságának elnöke.

## Munkássága
Fő kutatási területei a valós függvénytan és az általános topológia voltak. Nevéhez fűződő nevezetes konstrukciója az úgynevezett Császár-féle test.
A valós függvénytan területén az egy- vagy többváltozós függvények szerkezetével, topológiai kutatásaiban elsősorban a topologikus szerkezetek, struktúrák elméletével foglalkozott, ezen belül a szimultán kiterjesztések vizsgálatának elméletével. Bevezette az úgynevezett intern függvény fogalmát. A topologikus tér, az uniform tér és a szomszédsági tér fogalmának közös általánosításaként bevezette a szintopogén tér fogalmát, és kidolgozta a szintopogén terek elméletét.
Ismert tény, hogy a tetraéder az egyetlen konvex poliéder, amelynek nincs átlója (bármely két csúcsát él köti össze). Császár felismerte, hogy a nem konvex testek között van egy másik átló nélküli poliéder. Ezt a testet Császár-féle testnek vagy Császár-poliédernek nevezik. A tetraéderen és a Császár-féle testen kívül nem ismeretes átló nélküli poliéder.
Aczél Jánossal, Fuchs Lászlóval, Gál Istvánnal és Horváth Jánossal együtt a magyar matematika „nagy ötösének” (big five) nevezik.

## Díjai, elismerései
- Akadémiai Díj (1962)
- Kossuth-díj (1963)
- MTESZ-díj (1981)
- Bolzano-aranyérem (1981)
- Szele Tibor-emlékérem (1983)
- Bugát Pál-emlékérem (1992)
- A Magyar Köztársasági Érdemrend középkeresztje (1994)
- Arany János Közalapítvány Nagydíja (1999)
- Szily Kálmán-emlékérem (2008)
- Akadémiai Aranyérem (2009)
- Az ELTE díszdoktora

## Főbb publikációi
- Fondements de la topologie générale (1960, angolul és németül is)
- Bevezetés az általános topológiába (1970)
- General Topology (előző könyv angolul, 1978)
- Szintopogén csoportok (1970)
- Kváziuniform terek bővítése (1979)
- Extensions of Quasi-Uniformities (1981)
- Valós Analízis I–II. (1983–1984)
- Simultaneous Extensions of Screens (1989)
- Iliadis Absolutes for Arbitrary Spaces (1991)
- General Absolutes of Topological Spaces (1991)
- D-Completions of Pervin-Type Quasi-Uniformities (1993)
- Simultaneous Extensions of Cauchy Structures (1994)
- On a Problem of Simultaneous Quasi-Uniform Extension (1999)

## További irodalom
- A Császár-féle test a Szegedi Tudományegyetem honlapján Archiválva 2006. február 27-i dátummal a Wayback Machine-ben
- George Hart honlapja, ahol a Császár-féle test is szóba kerül
- Az MTA portréfilmje Császár Ákosról[halott link]
- Juhász István: Néhány emlék és kép Császár Ákosról (magyar nyelven). Érintő (Bolyai János Matematikai Társulat), 2018. március 1.